# Adenoviry

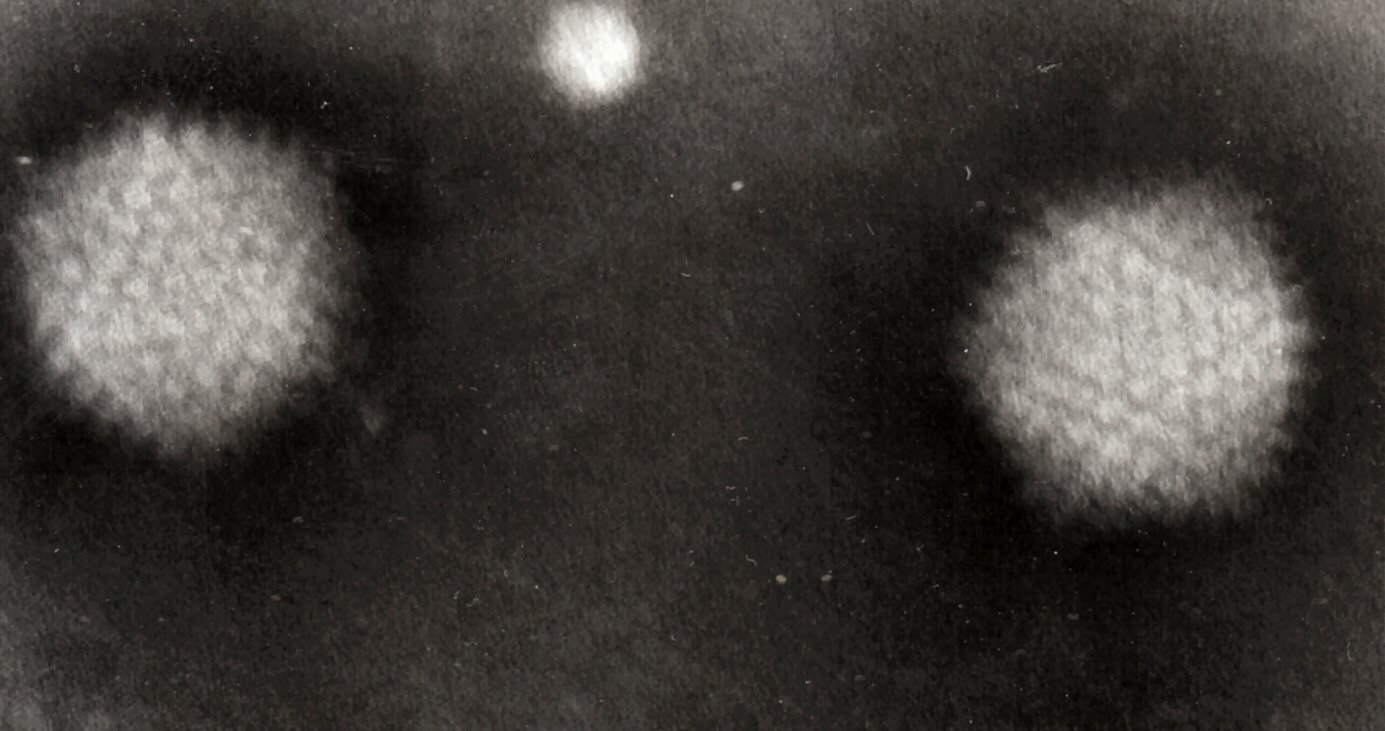
Fotografie z elektronového mikroskopu, která zachycuje dvě částice adenoviru.

Adenoviry jsou skupinou 57 sérotypů virů, které se vyskytují všude na celém světě a napadají vedle člověka i zvířata. Způsobují onemocnění trávicího a respiračního traktu, záněty. Jedná se například o nachlazení, horečku, bolest v krku, průjem, zvracení či zčervenání očí. Dělí se na dvě skupiny: mastadenoviry a aviadenoviry.

## Lékařské využití
Modifikovaný šimpanzí adenovirus (ChAd) sérotypu Y25 je využíván jako nosič u vektorové vakcíny AZD1222 (AstraZeneca) proti onemocnění covid-19 (nosič není schopen replikace).
Modifikovaný lidský adenovirus (Ad26 v první dávce a Ad5 ve druhé dávce) používá proti onemocnění covid-19 jako nosič ruská vakcína Sputnik V.
Vakcína Janssen (Johnson & Johnson) proti onemocnění covid-19 používá modifikovaný adenovirus Ad26.